# Дејановићи
Дејановићи или Драгаши су били српска средњовековна великашка породица, која је током друге половине 14. века, у време распада Српског царства, овладала пространом облашћу на истоку српске државе (југоисточни делови данашње Србије, југозападни делови данашње Бугарске и источни делови данашње Северне Македоније).
Њен родоначелник је био севастократор, односно деспот Дејан који је био ожењен сестром цара Душана (краљ 1331 — 1345, цар 1346 — 1355) Теодором (у монаштву Евдокија) и који је управљао жупама Жеглигово и Прешево. Током владавине цара Уроша (1355—1371) од кога је добио титулу деспота и после смрти Јована Оливера проширио је своје просторе на области око Велбужда и Радомира. После његове смрти га наслеђују синови деспот Јован Драгаш и господин Константин Драгаш који су заједнички управљали њиховим поседом који су проширили тако да је обухватао широку област од Врања и Прешева до Радомира и на југ до Штипа, Радовишта и Струмице. После Маричке битке 1371. године су постали вазали Османског царства, а после Јованове смрти 1377. или 1378. године Константин наставља да управља својим областима у склопу Османског царства. Он је своју ћерку Јелену из првог брака удао за византијског цара Манојла II Палеолога (1391 — 1425) и у том браку се се родили последњи византијски цареви (Јован VIII (1425—1448) и Константин XI (1449 — 1453)) и морејски деспоти. Последњи византијски цар Константин XI, који је јуначки погинуо приликом покушаја одбране Цариграда од Османлија 1453. године, је био познат под презименом своје мајке Драгаш које је носио. После Константинове смрти у бици на Ровинама 1395. године у којој је погинуо и његов сусед Марко Мрњавчевић (1371—1395), његовим областима наставља да управља његов син Јакуб који је примио ислам.
Константин Драгаш је опеван у српској народној епској поезији као друг Марка Краљевића под именом бег Костадин. Поред тога, његово име се очувало у данашњем називу Велбужда којим је управљао, а који се данас зове Ћустендил што је изведено од турског назива Kjustendil, што значи „Константинова Бања“.

## Историја
Порекло Дејана није утврђено. Јиречек је указивао на војводу Дејана Мањка који је 1333. године учествовао у преговорима са Дубровником. Дејан је био царев сродник, ожењен Душановом полусестром Теодором, рођеном сестром Симеона. Душан га назива братом царства ми. Као царевом сроднику припала му је висока титула севастократора. Папа Иноћентије препоручује Дејану своје посланике који су 1355. године дошли на српски двор да воде преговоре о склапању црквене уније и о организовању крсташког рата против Турака. Дејан је напредовао у хијерархијској структури. Носио је титулу деспота, а његова жена титулу царице. Као севастократор се Дејан помиње неколико месеци пре Душанове смрти. Деспотску титулу вероватно је добио од Уроша. Након 1355. године нема ниједне хронолошке одреднице о деловању овог великаша.
Баштина Дејана обухватала је Жеглигово и Прешево (између Пчиње, Јужне Мораве и Скопске Црне горе). Била је то неуобичајено велика територија за једну баштину. Дејан је сазидао манастир Архиљевицу. Држава му се простирала до бугарске границе и до Мелника. Управљао је и горњим и средњим током Струме. Дакле, користио се опадањем централне власти да прошири своју територију, мада не толико колико и Војислав Војиновић и Вукашин. Тек су његови синови направили велику државу. Умро је или се замонашио око 1360. године. Његови синови, Константин и Јован, једно  време су потиснути од Влатка Паскачића који заузима Прешево. Тиме је Дејанова област сужена на Жеглигово и Горње Пострумље.
Браћа Драгаши су обновили државу свога оца и чак је проширили (макар двоструко) након Маричке битке. Њихова држава ширила се на све стране, а посебно према југу. Штим и Струмица, центри њихове државе, налазили су се изван Дејанове државе. Потчинили су област малолетног кесара Угљеше, сина Влатка Паскачића. Припојили су и Славиште и Иногоште. Средином августа 1381. године Константин и његова мајка Теодора дарују Хиландару манастир Лесново са поседима у Злетову, Овчепољу и Штипу. Дејан се са деспотском титулом први пут помиње 1373. године. Добио ју је од цара Уроша. Константин се помиње у изворима тек 1376. године без византијске титуле. Драгаши су били најближи преживели сродници Немањића, уз Симеона. Јован Драгаш је био Урошев брат од тетке. Године 1376. пред судом Константина Драгаша водила се парница између представника Хиландара и манастира Светог Пантелејмона око међа у области Струмице. Старији Драгаш по последњи пут се спомиње 1378. године. Теодора са синовима равноправно иступа као владарка носећи титулу царице. Хиландар је добио и задужбину деспота Дејана, Архиљевицу. Кућа Драгаша сматрала се наследником Немањића те се на крају ородила са Палеолозима. Ћерка Константина удала се за солунског деспота Манојла, будућег цара (1392). Последња два византијска цара унуци су господина Константина. Константин се сматрао владарем Србије. Владао је са широком самоуправом све до погибије 1395. године. Објављивао је повеље, ковао је свој новац и сл. Самоуправа Константина сужена је након Косовске битке. Након 1389. године издао је само једну повељу. Међутим, Турци нису покорили његову земљу све до битке на Ровинама 1395. године. Држава Драгаша постала је основа нове турске провинције. Центар санџака био је у Ћустендилу (Велбужду).

### Спорови око земљишта
У области Константина Драгаша вођено је неколико спорова око земљишта и међа 1375. и 1376. године. Спорови су вођени између Хиландара и руског манастира Светог Пантелејмона или Русика манастира Хиландара и властелина Војина Радишића манастира Хиландара и Богославава, господара села Нежичино. Четврти саставни део исправе односи се на утврђивање међа села Просеникова.
Први у низу спорова је између Хиландара и Русика (ман. св. Пантелејмона). Хиландар је имао поседе у околини Струмице које му је даровао кесар Хреља. Између осталог, Хреља је Хиландару поклонио и територије којима су управљали византијски пронијари Тутко Асан и Ласкар Сидерофаг. Константин Драгаш ке даровао исте поседе Русику у периоду између 1372. и 1375. године. У кратком временском размаку два манастира добила су исто земљиште те је избијање спора било неизбежно. Обе стране су позване на суд Константина Драгаша. Учествовали су и струмички епископ Данило, велбушки епископ Григорије и 9 старинаца из села Зуброва. Пристав Станко, као особа која ужива јавну веру, могао је увек да посведочи шта је све доказано и пресуђено. Каква је била улога пристава у судском поступку? Пристав је био стални јавноправни орган српског средњовековног суда који је имао одређене помоћне и извршне функције у судском поступку. Колики је био његов значај говори чињеница да се у Душановом законику помиње у осам чланова. Суд шаље пристава да под ауторитетом своје вере врши тзв. заводеђење граница земљишних поседа. Пошто у средњем веку није било земљишних књига лако је долазило до спорова око земљишта. Приликом расправљања око парнице стариници су обилазили земљиште, а читала се хрисовуља цара Стефана. Стариници су били упознати са хрисовуљом цара Душана и под заклетвом су дали изјаву да се од три њиве које су записане у хрисовуљи никада није давао десетак. Потом су утврђене нове међе које су записане у повељи.
Стариници су у средњовековном српском праву биле особе које полажу заклетву и потврђују чињенице битне за спор. Њиховим исказима поклањала се безусловна вера. Сусрећу се и под именом клеветници, старци, душевници, сведоци. То су честити, непорочни и угледни људи из неког краја који су сведочили приликом утврђивања међа. Уживали су поштовање и опште поверење. У овом спору стариници су утврдили да земља пронијара никада није била у саставу села Макријево и Мокрани те да према томе није ни припадала манастиру Светог Пантелејмона. Као доказно средство да није било никакве заједнице послужило је начин плаћања приселице и вражде у доба цара Душана. Главни доказ налазио се у чињеници да је манастир Хиландар платио приселицу као надокнаду за коње и побијене људе од стране разбојника (разбојништво је почињено на овом земљишту током Душанове владавине). Дакле, поменута земља припадала је Хиландару који ју је добио од Хреље.
Пред Константином Драгашем водио се и спор између Хиландара и властелина Војина Радишића о земљи црквеној „на Пачкове“. Спорна је била међа између црквеног и световног земљопоседа. Број стариника у овом спору није наведен. Поред стариника, на терен су, да утешу међе, изашла и два епископа и два члана државне управе (челник и кефалија). Благојевић је сматрао да је челник утврђивао међе у споровима у којима су се црквени земљопоседи међили са световним. Кефалија је био присутан пошто се земљиште налазило на просторима његове жупе, а челник је био представник централне управе, односно владарев изасланик. Присуство двојице високих црквених достојанственика (струмички и бањски епископ) и двојице представника централне управе, поред старинаца, упућује да је овде  у питању био мешовити суд тј. да су у питању васељенске судије. Васељенске судије постојале су у Византији у доба владавине деспота Угљеше Мрњавчевића. Институција је уведена 1329. године током владавине Андроника III. Био је то врховни византијски суд кога су чинила четири члана, по правилу два духовна и два световна. Они су судили у грађанским и кривичним делима. Институција је постојала и у Серској области, али ту васељенске судије нису имале толико значајну улогу као у Византијском царству. Институција васељенских судија настала је у држави браће Драгаш после Маричке битке и то углавном у областима које су некада припадале Угљеши.
Трећи у низу спорова вођен је око међа између Хиландара и Богослава, господара села Нежичино, такође пред господином Константином. Требало је прецизно одредити шта припада селу Борујеву (тј. властелинству Хиландара), а шта селу Нежичино (тј. Богославу). Број стариника овде је био мањи; убележено је четири стариника. Спор је решио челник Теријан који је у служби Драгаша од 1376. године. Учествовао је и Станко, пристав струмичког кефалије Дабижава. У улози судија појављују се два епископа.
Пред Константином Драгашем водио се и спор око међа села Просеникова. И овде је евидентно смањење броја стариника (четворица) што сведочи о смањењу њиховог утицаја.

## Владари из породице Дејановића
- Дејан (1310-?), севастократор и деспот
- Јован Драгаш (?-1377/1378), деспот
- Константин Драгаш (?-1395),
- Јаков (Јакуб) (1395-?),

## Родослов Дејановића
|       |       |       |       |               |               |               |               |               |               |       |       | Дејан | Дејан | Дејан | Дејан | Дејан   | Дејан   |         |         | Теодора Немањић | Теодора Немањић | Теодора Немањић | Теодора Немањић | Теодора Немањић | Теодора Немањић |              |              |              |              |  |  |           |           |           |           |           |           |        |        |                 |            |            |            |                  |                  |                  |                  |                  |                  |                 |                 |                 |                 |  |  |  |  |  |  |  |  |
|       |       |       |       |               |               |               |               |               |               |       |       | Дејан | Дејан | Дејан | Дејан | Дејан   | Дејан   |         |         | Теодора Немањић | Теодора Немањић | Теодора Немањић | Теодора Немањић | Теодора Немањић | Теодора Немањић |              |              |              |              |  |  |           |           |           |           |           |           |        |        |                 |            |            |            |                  |                  |                  |                  |                  |                  |                 |                 |                 |                 |  |  |  |  |  |  |  |  |
|       |       |       |       |               |               |               |               |               |               |       |       |       |       |       |       |         |         |         |         |                 |                 |                 |                 |                 |                 |              |              |              |              |  |  |           |           |           |           |           |           |        |        |                 |            |            |            |                  |                  |                  |                  |                  |                  |                 |                 |                 |                 |  |  |  |  |  |  |  |  |
|       |       |       |       |               |               |               |               |               |               |       |       |       |       |       |       |         |         |         |         |                 |                 |                 |                 |                 |                 |              |              |              |              |  |  |           |           |           |           |           |           |        |        |                 |            |            |            |                  |                  |                  |                  |                  |                  |                 |                 |                 |                 |  |  |  |  |  |  |  |  |
|       |       |       |       |               |               |               |               |               |               |       |       |       |       |       |       |         |         |         |         |                 |                 |                 |                 |                 |                 |              |              |              |              |  |  |           |           |           |           |           |           |        |        |                 |            |            |            |                  |                  |                  |                  |                  |                  |                 |                 |                 |                 |  |  |  |  |  |  |  |  |
| Јован | Јован | Јован | Јован | Јован         | Јован         |               |               | Жарко         | Жарко         | Жарко | Жарко | Жарко | Жарко |       |       | Теодора | Теодора | Теодора | Теодора | Теодора         | Теодора         |                 |                 | Ђурађ Балшић    | Ђурађ Балшић    | Ђурађ Балшић | Ђурађ Балшић | Ђурађ Балшић | Ђурађ Балшић |  |  | Непозната | Непозната | Непозната | Непозната | Непозната | Непозната |        |        | Константин      | Константин | Константин | Константин | Константин       | Константин       |                  |                  | Евгенија Комнин  | Евгенија Комнин  | Евгенија Комнин | Евгенија Комнин | Евгенија Комнин | Евгенија Комнин |  |  |  |  |  |  |  |  |
| Јован | Јован | Јован | Јован | Јован         | Јован         |               |               | Жарко         | Жарко         | Жарко | Жарко | Жарко | Жарко |       |       | Теодора | Теодора | Теодора | Теодора | Теодора         | Теодора         |                 |                 | Ђурађ Балшић    | Ђурађ Балшић    | Ђурађ Балшић | Ђурађ Балшић | Ђурађ Балшић | Ђурађ Балшић |  |  | Непозната | Непозната | Непозната | Непозната | Непозната | Непозната |        |        | Константин      | Константин | Константин | Константин | Константин       | Константин       |                  |                  | Евгенија Комнин  | Евгенија Комнин  | Евгенија Комнин | Евгенија Комнин | Евгенија Комнин | Евгенија Комнин |  |  |  |  |  |  |  |  |
|       |       |       |       |               |               |               |               |               |               |       |       |       |       |       |       |         |         |         |         |                 |                 |                 |                 |                 |                 |              |              |              |              |  |  |           |           |           |           |           |           |        |        |                 |            |            |            |                  |                  |                  |                  |                  |                  |                 |                 |                 |                 |  |  |  |  |  |  |  |  |
|       |       |       |       | Руђина Балшић | Руђина Балшић | Руђина Балшић | Руђина Балшић | Руђина Балшић | Руђина Балшић |       |       | Мркша | Мркша | Мркша | Мркша | Мркша   | Мркша   |         |         | види: Балшићи   | види: Балшићи   | види: Балшићи   | види: Балшићи   | види: Балшићи   | види: Балшићи   |              |              |              |              |  |  |           |           |           |           | Јелена    | Јелена    | Јелена | Јелена | Јелена          | Јелена     |            |            | Манојло Палеолог | Манојло Палеолог | Манојло Палеолог | Манојло Палеолог | Манојло Палеолог | Манојло Палеолог |                 |                 |                 |                 |  |  |  |  |  |  |  |  |
|       |       |       |       | Руђина Балшић | Руђина Балшић | Руђина Балшић | Руђина Балшић | Руђина Балшић | Руђина Балшић |       |       | Мркша | Мркша | Мркша | Мркша | Мркша   | Мркша   |         |         | види: Балшићи   | види: Балшићи   | види: Балшићи   | види: Балшићи   | види: Балшићи   | види: Балшићи   |              |              |              |              |  |  |           |           |           |           | Јелена    | Јелена    | Јелена | Јелена | Јелена          | Јелена     |            |            | Манојло Палеолог | Манојло Палеолог | Манојло Палеолог | Манојло Палеолог | Манојло Палеолог | Манојло Палеолог |                 |                 |                 |                 |  |  |  |  |  |  |  |  |
|       |       |       |       |               |               |               |               |               |               |       |       |       |       |       |       |         |         |         |         |                 |                 |                 |                 |                 |                 |              |              |              |              |  |  |           |           |           |           |           |           |        |        |                 |            |            |            |                  |                  |                  |                  |                  |                  |                 |                 |                 |                 |  |  |  |  |  |  |  |  |
|       |       |       |       |               |               |               |               |               |               |       |       |       |       |       |       |         |         |         |         |                 |                 |                 |                 |                 |                 |              |              |              |              |  |  |           |           |           |           |           |           |        |        | види: Палеолози |            |            |            |                  |                  |                  |                  |                  |                  |                 |                 |                 |                 |  |  |  |  |  |  |  |  |

Напомена: Родослов породице Дејановића је рађен према књизи Спасић, Душан; Палавестра, Александар; Мрђеновић, Душан (1991). Родословне таблице и грбови српских династија и властеле (према таблицама Алексе Ивића) (на језику: српски) (2. изд.). Београд: Бата. ISBN 978-86-7685-007-5. Приступљено 10. 10. 2023..